# Dniprovi Hvîli (Mîkolai-Pole), Zaporijjea
Dniprovi Hvîli (în ucraineană Дніпрові Хвилі) este un sat în comuna Mîkolai-Pole din raionul Zaporijjea, regiunea Zaporijjea, Ucraina.

## Demografie
Componența lingvistică a localității Dniprovi Hvîli
     Ucraineană (75,28%)
     Rusă (24,72%)
Conform recensământului din 2001, majoritatea populației localității Dniprovi Hvîli era vorbitoare de ucraineană (75,28%), existând în minoritate și vorbitori de rusă (24,72%).